# Kern & Co
Kern & Co AG fue una compañía fabricante internacional de instrumentos de medición para geodesia y fotogrametría con sede en Aarau, Suiza. Después de su establecimiento como "Mechanische Werkstätte Jakob Kern" (Talleres Jakob Kern) en 1819, la empresa pasó a llamarse Kern & Co. en 1885, y en 1914 se convirtió en una sociedad anónima denominada Kern & Co. AG.
El 13 de mayo de 1988, las familias de los fundadores vendieron su compañía al excompetidor y más tarde socio Wild Heerbrugg. La compañía fue completamente absorbida en el grupo Wild-Leitz, formado por las empresas Wild Heerbrugg AG y Ernst Leitz Wetzlar GmbH, denominado desde 1989 "Wild Leitz AG". La planta de producción de Kern en la sede central de Aarau se cerró en 1991.

## Historia

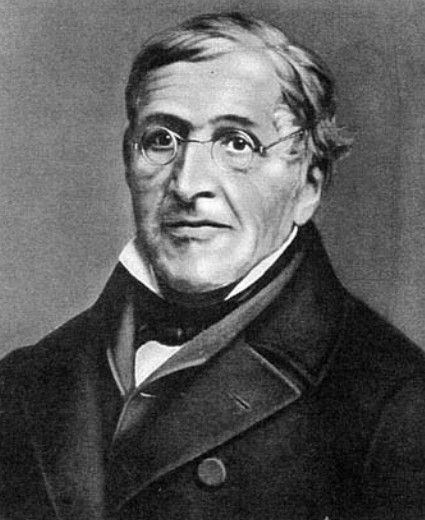
Jakob Kern (1790–1867)

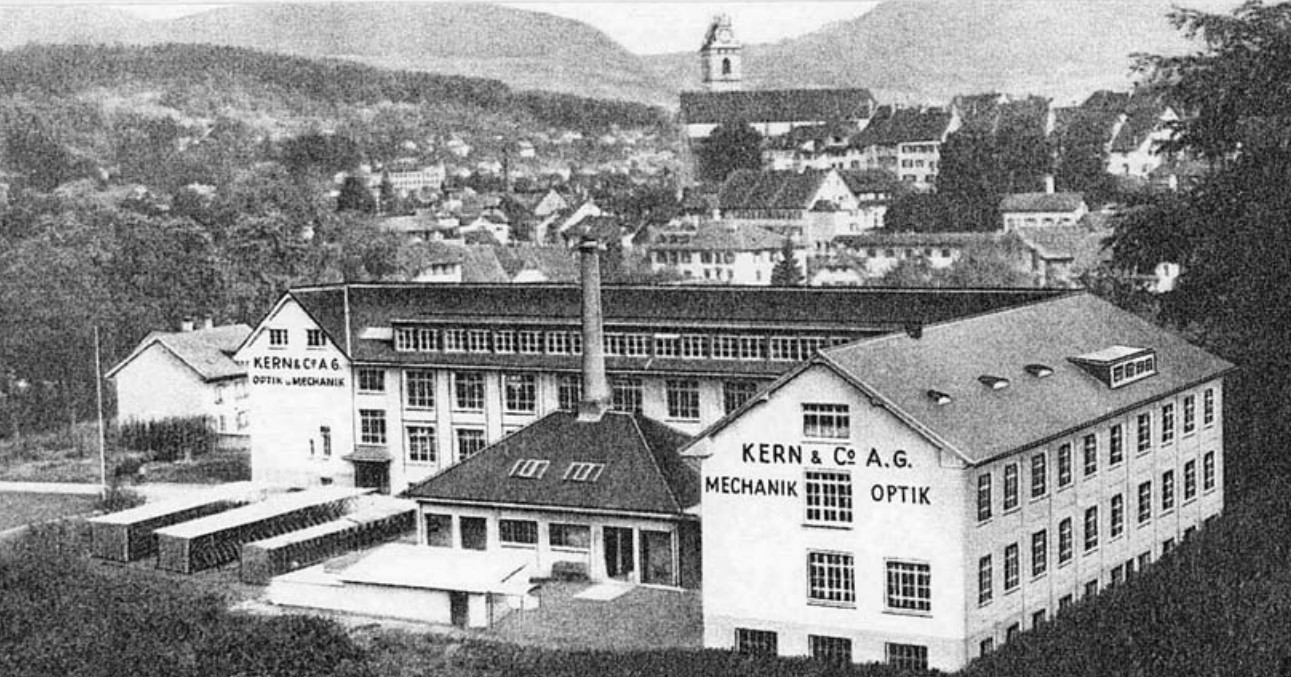
Factoría de Aarau Schachen, construida en 1920

La empresa fue fundada en 1819 por Jakob Kern (17 de agosto de 1790 - 4 de febrero de 1867) en la ciudad suiza de Aarau (cantón de Argovia), con el nombre de Talleres Jakob Kern. 
Kern había aprendido el oficio de construir compases en Aarau, desde donde se trasladó a Múnich. La ciudad era entonces considerada un gran centro para la construcción de instrumentos mecánicos de precisión. A su regreso a Suiza, inicialmente produjo utensilios de dibujo técnico y otros equipos de dibujo.
En 1857 la empresa se trasladó al distrito de Ziegelrain en Aarau. Adolf Kern Saxer (1826-1896) y Emil Kern Rychner (1830 a 1898), los dos hijos del fundador, se unieron a la compañía. Jakob Kern se jubiló en 1863.
Adolf Kern pasó la gestión de la compañía en 1885 a su hijo Heinrich Kern (1857-1934); la compañía cambió su nombre a Kern & Co. y se convirtió en 1914 en la corporación Kern & Co. AG. En 1920, la compañía abrió una nueva factoría en la zona del Aarauer Schachen.
Si bien la empresa había crecido constantemente en el siglo XIX, tuvo dificultades económicas después de la Primera Guerra Mundial. La fabricación de los nuevos dispositivos ópticos, que se introdujeron por primera vez en la producción, solo se aprovechó de forma deficiente, y los nuevos instrumentos de medición topográfica fabricados por Heinrich Wild en Heerbrugg, fueron cada vez más superiores a los de la competencia. A finales de 1921, la planta fue cerrada temporalmente y la propiedad tuvo que amortizar el 30% del capital social. El retraso tecnológico de Kern creció, y en 1930 sus diseños se habían vuelto tan obsoletos que renovarlos por sí solos ya no era posible. En 1932 hubo una rebaja adicional del 50% del capital social.
Kern recuperó la seguridad financiera y su reputación de empresa innovadora con Heinrich Wild (1877-1951), que había abandonado su propia empresa fundada en 1930. En 1937 obtuvo la patente de una serie de mejoras que convirtieron sus instrumentos en los mejores de la época, incorporadas a la producción modernizada y más precisa de los teodolitos y los limbos de la empresa Kern. La introducción de componentes mecánicos miniaturizados y las novedosas máquinas de división circular contribuyeron al éxito. Los teodolitos DK1, DKM1, DKM2-A y DKM3 eran productos de gran calidad, conocidos en todo el mundo y considerados durante más de medio siglo como los  aparatos más compactos y precisos de su tamaño.
Después de la Segunda Guerra Mundial, Kern se centró especialmente en el campo de los dispositivos ópticos (después de haberse incrementado la inversión para un mejor aprovechamiento de la producción de instrumental topográfico a partir de 1940), con el desarrollo de lentes para cámaras fotográficas y de cine. Como desarrollador y fabricante de lentes para las cámaras fotográficas Paillad Bolex, la compañía pronto se hizo conocida en todo el mundo, pero se volvió cada vez más dependiente del fabricante de cámaras Ernest Paillard & Cie.
Con una reorganización sorprendentemente difícil, la empresa fue en 1956 a contracorriente. El director, que abogaba por la producción de lentes, fue despedido. La gerencia decidió concentrarse en los instrumentos topográficos y fundó un departamento de desarrollo nuevo y eficiente. La reorientación en Kern & Co llegó justo a tiempo. En 1963, el negocio con Paillard-Bolex sufrió una fuerte caída en las ventas. El fabricante de cámaras había ignorado el desarrollo del formato de película Super-8.
Alrededor de 1960 Kern & Co. pasó a construir también equipos gráficos (autógrafos y accesorios) para fotogrametría y cartografía y desarrolló una aplicación especialmente adaptada a las ciencias de la Tierra, un sistema LIS-GIS. En esta época, Peter Kern representaba la quinta generación de la familia en la gestión de la empresa.
Bajo la dirección de Walter Kern (1888-1974), se fundó en 1945 la primera filial en loa Estados Unidos, Kern Instruments Inc., que se mudó a partir de 1955 a su nueva sede en Port Chester. En 1976 se fundó en Canadá la empresa Kern Intruments of Canada Ltd. y dos filiales más en Brasil y Dinamarca.
El incremento de los costos debido a los altos estándares de calidad y a la mala gestión, hicieron perder su cuota de mercado a la empresa en la década de 1980, comenzando a cooperar con Wild Heerbrugg, el mayor productor europeo, basado en el este de Suiza. 
Por último, entre 1988 y 1992, la Kern & Co. AG pasó a ser sucesivamente Kern SWISS, Wild Leitz AG, Leica Aarau AG y finalmente Leica Geosystems (de Unterentfelden). Las plantas de producción de Aarau se cerraron definitivamente en 1991, después de más de 170 años de historia.

## Productos
- Instrumentos de dibujo (para dibujo técnico)
- Instrumentos para levantamiento geodésico y astronómico (especialmente Teodolitos y distanciómetros)
- Autógrafos y accesorios para fotogrametría y cartografía
- Sistemas de información terrestre y Sistemas de información geográfica

## Imágenes
|  |  |  |  |  |